# شهدخوار والا

شهدخوار والا (نام علمی: Cinnyris superbus) یک گونه از پرندگان خانواده شهدخواران است. این گونه به طور گسترده در سراسر جنگل‌های بارانی گرمسیری آفریقا پراکنده شده است.